# Витренко, Юрий Юрьевич
Ю́рий Ю́рьевич Витре́нко (укр. Юрій Юрійович Вітренко; род. 17 сентября 1976, Киев) — украинский экономист, управленец и государственный деятель. Председатель правления акционерного общества «Национальная акционерная компания Нафтогаз Украины» с 29 апреля 2021 года.

## Биография
Родился 17 сентября 1976 года в Киеве. Отец — Юрий Николаевич Витренко, кандидат экономических наук, доцент; мать — Наталья Витренко, доктор экономических наук, научный сотрудник, в дальнейшем известный украинский политик, лидер Прогрессивной социалистической партии Украины. Родители развелись в 1991 году, после развода родителей Юрий остался жить с отцом.

### Образование
С пяти лет учился в киевской школе № 172, после восьмого класса поступил в экономический класс гимназии № 153, параллельно учился в Киевской школе менеджмента для старшеклассников (с 1993 года преобразована в Киевский лицей бизнеса).
В 1996 году окончил бакалавриат Киевского национального экономического университета с красным дипломом по специальности «международная экономика», в 1997 году в том же университете окончил магистратуру с красным дипломом по специальности «управление международным бизнесом», в период учёбы проходил практику в американском Университете науки и техники штата Айова и участвовал в международных студенческих конференциях.
С 1997 по 2000 год учился в аспирантуре Института международных отношений Киевского университета на кафедре международных экономических отношений.
В 2002 году после сдачи четырнадцати квалификационных экзаменов стал членом Ассоциации присяжных сертифицированных бухгалтеров, с 2007 года является почётным членом ACCA.
В 2004 году окончил программу MBA международной бизнес-школы INSEAD, затем проходил практику в инвестиционном банке Merrill Lynch.
С 2005 года является ассоциированным членом Лондонского института ценных бумаг и инвестиций.

### Карьера
С 1992 по 1993 год занимал должность аналитика в Украинской финансовой группе, с 1995 по 1996 год работал в ПАО «Укринбанк» в должности специалиста второй категории управления внешнеэкономической деятельности международных расчётов.
С 1998 по 2002 год занимал различные должности в подразделении менеджмент-консалтинга ведущей международной компании в сфере предоставления аудиторских и консультационных услуг PricewaterhouseCoopers (Coopers & Lybrand до слияния с Price Waterhouse), в том числе являлся старшим консультантом по вопросам управления, работал в отделе управленческого консультирования.
С 2002 года принимал участие в проекте по разработке стратегии НАК «Нафтогаз Украины» и в проекте по созданию вертикально-интегрированной нефтяной компании как помощник заместителя председателя правления. Занимал должности помощника заместителя председателя правления, руководителя подразделения корпоративных финансов, главного советника председателя правления, внештатного советника председателя правления, директора по развитию бизнеса.
С 2004 по 2005 год был начальником Управления планирования финансово-хозяйственной деятельности, начальником Управления корпоративных финансов, заместителем начальника Департамента экономики и ценовой политики НАК «Нафтогаз Украины».
С 2005 по 2006 год работал в инвестиционно-банковском подразделении лондонского отделения банка Merrill Lynch.
С 2006 по 2007 год являлся советником, затем главным советником председателя правления НАК «Нафтогаз Украины».
С 2008 по 2010 год занимал должность старшего вице-президента и главного операционного директора фонда частных инвестиций «Амстар Европа».
С 2008 по 2014 год приглашен выступить как один из организаторов реструктуризации международных долгов НАК «Нафтогаз Украины» путём обмена на выпускаемые еврооблигации в должности внештатного советника председателя правления компании; после смены руководства компании в 2010 году остался внештатным советником.
В 2010 году учредил инвестиционную компанию «AYA Capital».
В 2014 году вернулся в НАК «Нафтогаз Украины».
13 ноября 2018 года стал исполнительным директором НАК «Нафтогаз Украины», занимал должность до 17 июля 2020 года.
В апреле 2019 года стал главой наблюдательного совета ПАО «Укрнафта».
В октябре 2019 года стал членом наблюдательного совета государственного концерна «Укроборонпром».
17 июля 2020 года Юрий Витренко покинул пост исполнительного директора НАК «Нафтогаз Украины».
21 декабря 2020 года постановлением Кабинета министров Украины с 22 декабря 2020 года назначен первым заместителем министра энергетики Украины и стал временно исполняющим обязанности министра.
28 апреля 2021 года постановлением Кабинета министров Украины, 29 апреля 2021 года Юрий Витренко назначен главой НАК «Нафтогаз Украины».
15 июня 2021 года на сайте Национального агентства по вопросам предотвращения коррупции появилась информация о том, что распоряжение правительства о назначении Витренко является незаконным и его нужно отменить.

### Семья и личная жизнь
- Отец — Витренко Юрий Николаевич, кандидат экономических наук, доцент.
- Мать — Витренко Наталья Михайловна — доктор экономических наук, академик, лидер Прогрессивной социалистической партии Украины, народный депутат Украины II и III созывов, кандидат в президенты Украины 1999 и 2004 годов.
- Жена — Ирина, от которой трое детей: Кристина (2004 г. р.), Григорий (2007 г. р.) и Маргарита (2015 г. р.).